# Теорема Гаусса
Теорема Гаусса (закон Гаусса) — один из основных законов электродинамики, входит в систему уравнений Максвелла. Выражает связь (а именно равенство с точностью до постоянного коэффициента) между потоком напряжённости электрического поля сквозь замкнутую поверхность произвольной формы и алгебраической суммой зарядов, расположенных внутри объёма, ограниченного этой поверхностью.
Применяется отдельно для вычисления электростатических полей.
Аналогичная теорема, также входящая в число уравнений Максвелла, существует и для магнитного поля (см. ниже).
Также теорема Гаусса верна для любых полей, для которых одновременно верны принцип суперпозиции и закон Кулона или его аналог (например, для ньютоновской гравитации). При этом она является, как принято считать, более фундаментальной, чем закон Кулона, так как позволяет в частности вывести степень расстояния в законе Кулона «из первых принципов», а не постулировать её (или не находить эмпирически).
В этом можно видеть фундаментальное значение теоремы Гаусса (закона Гаусса) в теоретической физике.
Существуют аналоги (обобщения) теоремы Гаусса и для более сложных полевых теорий, чем электродинамика.

## Теорема Гаусса для напряжённости электрического поля в вакууме
Общая формулировка: Поток вектора напряжённости электрического поля через любую произвольно выбранную замкнутую поверхность пропорционален заключённому внутри этой поверхности электрическому заряду.
| СГС                                          | СИ                                                                  |
| -------------------------------------------- | ------------------------------------------------------------------- |
| {\displaystyle \Phi _{\mathbf {E} }=4\pi Q,} | {\displaystyle \Phi _{\mathbf {E} }={\frac {Q}{\varepsilon _{0}}},} |

где
- {\displaystyle \Phi _{\mathbf {E} }\equiv \oint \limits _{S}\mathbf {E} \cdot \mathrm {d} \mathbf {S} } — поток вектора напряжённости электрического поля через замкнутую поверхность {\displaystyle S}.
- {\displaystyle Q} — полный заряд, содержащийся в объёме, который ограничивает поверхность {\displaystyle S}.
- {\displaystyle \varepsilon _{0}} — электрическая постоянная.

Данное выражение представляет собой теорему Гаусса в интегральной форме.
- Замечание: поток вектора напряжённости через поверхность не зависит от распределения заряда (расположения зарядов) внутри поверхности.

В дифференциальной форме теорема Гаусса выражается следующим образом:
| СГС                                                                                      | СИ |
| ---------------------------------------------------------------------------------------- | --- |
| {\displaystyle \mathrm {div} \,\mathbf {E} \equiv \nabla \cdot \mathbf {E} =4\pi \rho ,} | {\displaystyle \mathrm {div} \,\mathbf {E} \equiv \nabla \cdot \mathbf {E} ={\frac {\rho }{\varepsilon _{0}}}.} |

Здесь {\displaystyle \rho } — объёмная плотность заряда (в случае присутствия среды — суммарная плотность свободных и связанных зарядов), а {\displaystyle \nabla } — оператор набла.
- Теорема Гаусса может быть доказана как теорема в электростатике исходя из закона Кулона и принципа суперпозиции (см. ниже). Формула, однако, также верна в электродинамике, хотя в ней она чаще всего не выступает в качестве доказываемой теоремы, а выступает в качестве постулируемого уравнения (в этом смысле и контексте её логичнее называть законом Гаусса[2]).

- В искривлённом пространстве-времени поток электромагнитного поля через замкнутую поверхность выражается в виде {\displaystyle \Phi _{\mathbf {E} }=c\oint \limits _{S}F^{\kappa 0}{\sqrt {-g}}\mathrm {d} S_{\kappa }}, где  {\displaystyle c} есть скорость света; {\displaystyle F^{\kappa 0}} обозначает временные компоненты тензора электромагнитного поля; {\displaystyle g} есть детерминант метрического тензора; {\displaystyle \mathrm {d} S_{\kappa }=\mathrm {d} S^{ij}=\mathrm {d} x^{i}\mathrm {d} x^{j}} представляет собой ортонормированный элемент двумерной поверхности, окружающей заряд {\displaystyle Q}; индексы {\displaystyle i,j,\kappa =1,2,3} и не совпадают друг с другом. [3]

## Теорема Гаусса для электрической индукции (электрического смещения)
Для поля в диэлектрической среде электростатическая теорема Гаусса может быть записана ещё и иначе (альтернативным образом) — через поток вектора электрического смещения (электрической индукции). При этом формулировка теоремы выглядит следующим образом: поток вектора электрического смещения через замкнутую поверхность пропорционален заключённому внутри этой поверхности свободному электрическому заряду:
| СГС | СИ |
| --- | --- |
| {\displaystyle \Phi _{\mathbf {D} }\equiv \oint \limits _{S}\mathbf {D} \,\mathrm {d} \mathbf {S} =4\pi Q,} | {\displaystyle \Phi _{\mathbf {D} }\equiv \oint \limits _{S}\mathbf {D} \,\mathrm {d} \mathbf {S} =Q,} |

Q в правой части этого уравнения обозначено не то же самое, что в фундаментальной формулировке {\displaystyle \Phi _{\mathbf {E} }\equiv \oint \limits _{S}\mathbf {E} \,\mathrm {d} \mathbf {S} =4\pi Q,} приведенной выше, в начале статьи. Последняя часто называется "формулировкой для вакуума", однако это название чисто условное, она равно применимо и к случаю диэлектрической среды, только под Q здесь необходимо понимать сумму свободного заряда, находящегося внутри поверхности и поляризационного (индуцированного, связанного) заряда диэлектрика, то есть в уравнении для E надо было бы писать в правой части другую букву:
{\displaystyle Q_{\Sigma }=Q+Q_{b},}
где
- {\displaystyle Q_{b}=\oint \limits _{S}\mathbf {P} \,\mathrm {d} \mathbf {S} } - связанный заряд внутри поверхности[5],
- {\displaystyle \mathbf {P} } — вектор поляризации диэлектрика.

Мы же здесь применили одну и ту же букву в правой части просто потому, что такая запись встречается чаще всего, а поскольку та и другая форма уравнения редко используются совместно, так что путаницы не возникает.
Для случая вакуума (отсутствия диэлектрической среды) то и другое уравнения просто совпадают, поскольку тогда Qb=0, в то время как D=E (в системе единиц СИ - пропорциональны).
В дифференциальной форме:
| СГС                                                                                      | СИ                                                                                  |
| ---------------------------------------------------------------------------------------- | ----------------------------------------------------------------------------------- |
| {\displaystyle \mathrm {div} \,\mathbf {D} \equiv \nabla \cdot \mathbf {D} =4\pi \rho ,} | {\displaystyle \mathrm {div} \,\mathbf {D} \equiv \nabla \cdot \mathbf {D} =\rho .} |

- Важно понимать, что Q и ρ в этом параграфе обозначены другие величины, чем в предыдущем: величина свободных зарядов и плотность свободных зарядов, то есть зарядов за исключением индуцируемых при поляризации диэлектрической среды (тогда как в предыдущем параграфе имелись в виду полный заряд и полная плотность заряда (подробнее — см. комментрарий в этом параграфе чуть выше). Совпадают эти величины только для случая вакуума (отсутствия диэлектрической среды), когда и сами уравнения этого параграфа переходят по сути в уравнения предыдущего параграфа.

## Теорема Гаусса для магнитной индукции
Поток вектора магнитной индукции через любую замкнутую поверхность равен нулю:
{\displaystyle \Phi _{\mathbf {B} }\equiv \oint \limits _{S}\mathbf {B} \cdot \mathrm {d} \mathbf {S} =0,}
или в дифференциальной форме
{\displaystyle \nabla \cdot \mathbf {B} =0.}
Это эквивалентно тому, что в природе не существует «магнитных зарядов» (монополей), которые создавали бы магнитное поле, как электрические заряды создают электрическое поле. Иными словами, теорема Гаусса для магнитной индукции показывает, что магнитное поле является (полностью) вихревым.

## Теорема Гаусса для ньютоновской гравитации
Для напряжённости поля ньютоновской гравитации (ускорения свободного падения) теорема Гаусса практически совпадает с таковой в электростатике, за исключением только констант (впрочем, всё равно зависящих от произвольного выбора системы единиц) и, главное, знака:
{\displaystyle \Phi _{\mathbf {g} }\equiv \oint \limits _{S}\mathbf {g} \cdot \mathrm {d} \mathbf {S} =-4\pi GM,}
{\displaystyle \nabla \cdot \mathbf {g} =-4\pi G\rho ,}
где g — напряжённость гравитационного поля, M — гравитационный заряд (то есть масса) внутри поверхности S, ρ — плотность массы, G — ньютоновская константа.

## Интерпретации

### В терминах силовых линий
Теорема Гаусса может быть интерпретирована в терминах силовых линий поля так:
1. Поток поля через поверхность есть[9] количество силовых линий, пронизывающих эту поверхность. При этом учитывается направление — силовые линии, пронизывающие поверхность в обратном направлении считаются со знаком минус.
2. Силовые линии начинаются или кончаются только на зарядах (начинаются на положительных, кончаются на отрицательных), или могут ещё уходить на бесконечность. Количество силовых линий, исходящих из заряда (начинающихся в нём) равно[10] величине этого заряда (это определение заряда в данной модели). Для отрицательных зарядов всё так же, только заряд равен минус количеству входящих в него (кончающихся на нём) линий.
3. Исходя из этих двух положений, теорема Гаусса представляется очевидной в формулировке: количество линий, исходящих из замкнутой поверхности, пропорционально суммарному количеству зарядов внутри неё — то есть количеству линий, появившихся внутри неё. Конечно же, подразумевается учёт знаков, в частности, линия, начавшаяся внутри поверхности на положительном заряде может закончиться на отрицательном заряде также внутри неё (если такой там есть), тогда она не даст вклада в поток через эту поверхность, так как или вообще до неё не дойдёт, или выйдет, а потом войдёт обратно (или, вообще говоря, пересечёт поверхность чётное количество раз поровну в прямом и противоположном направлении), что при суммировании с учётом знака даст вклад в поток ноль. То же можно сказать о линиях, начавшихся и закончившихся вне данной поверхности, — по той же причине они также дадут нулевой вклад в поток через неё.

### В терминах течения несжимаемой жидкости
Теорема Гаусса верна для поля скоростей несжимаемой жидкости. Этот факт позволяет использовать течение несжимаемой жидкости в качестве аналогии (формальной модели), позволяющей прояснить её смысл и наглядно представить её математическое содержание.
Даже сама терминология векторного анализа, используемая в электродинамике (и в частности при формулировке теоремы Гаусса) сформировалась почти целиком под влиянием этой аналогии. Достаточно указать на такие термины, как источник поля (применительно к заряду) или поток через поверхность, которые полностью и точно соответствуют в рассматриваемой аналогии понятиям:
- источник жидкости (в смысле места, где жидкость возникает и количественной меры её возникновения — объём, возникающий в единицу времени),
- поток (в смысле количества жидкости, проходящей через поверхность в единицу времени).

В терминах течения несжимаемой жидкости теорема Гаусса формулируется так: Поток жидкости, исходящий из замкнутой поверхности, равен сумме источников, находящихся внутри этой поверхности. Или, более формально: Поток вектора скорости жидкости через замкнутую поверхность равен сумме источников, находящихся внутри этой поверхности. (В сущности, это интегральный вариант уравнения непрерывности для несжимаемой жидкости, выражающего сохранение массы жидкости с учётом постоянства её плотности).
В этой формальной аналогии напряжённость поля заменяется на скорость течения жидкости, а заряд — на источник жидкости (отрицательный заряд — на «отрицательный источник» — «сток»).

### Теорема Гаусса как определение заряда
Теорема Гаусса может рассматриваться как определение (величины) заряда.
Так, для точечного заряда очевидно, что поток напряжённости поля через любую поверхность равен потоку через маленькую (бесконечно маленькую) сферу, окружающую этот заряд. Тогда последний (с точностью, быть может, до постоянного коэффициента, в зависимости от нашего произвольного выбора единиц измерения) может быть выбран в качестве определения величины этого заряда.
Вблизи заряда (бесконечно близко к нему) его собственное поле, очевидно, даёт подавляющий вклад в поток через бесконечно маленькую сферу (поскольку поле безгранично растёт с уменьшением расстояния). Значит, остальными полями (порождаемыми другими зарядами) можно пренебречь. Тогда можно увидеть, что данное определение согласуется с обычным (через закон Кулона).
В современной физике обычно принято считать, что определение через закон Гаусса более фундаментально (как и сам закон Гаусса по сравнению с законом Кулона — см. ниже).

## Теорема Гаусса и закон Кулона
Теорема Гаусса и закон Кулона тесно связаны, как формально, так и по физическому содержанию. Встречается упрощённое утверждение, что теорема Гаусса является интегральной формулировкой закона Кулона или наоборот, что закон Кулона является следствием теоремы (закона) Гаусса.
В действительности закон Гаусса нельзя вывести только из закона Кулона, так как закон Кулона даёт поле только точечного заряда. Для доказательства теоремы Гаусса нужны не только закон Кулона, но и принцип суперпозиции. 
Закон Кулона невозможно вывести только из закона Гаусса, так как закон Гаусса не содержит информации о симметрии электрического поля. Для доказательства закона Кулона нужны не только закон Гаусса, но и дополнительное утверждение (например, о сферической симметрии поля, либо о равенстве нулю ротора поля). 
Что из них считать постулатом, а что следствием — зависит от того, какую аксиоматизацию для электродинамики (или электростатики, если ограничиваться ею) мы выбираем; формально тот или другой выбор практически равноправны, а в случае электростатики это полностью так. Таким образом, выбор того или другого в качестве основания построения теории — вопрос нашего произвольного выбора.
Впрочем, аксиоматизация через закон Гаусса имеет то преимущество, что в законе Гаусса не содержится никаких произвольных параметров (таких, как степень расстояния −2 в законе Кулона), степень расстояния в законе Кулона возникает при этом автоматически из размерности пространства.
Однако, следует сделать оговорку. Если наивно считать, что закон Кулона и теорема Гаусса эквивалентны, то можно рассуждать так: 
из теоремы Гаусса следует закон Кулона, из закона Кулона следуют уравнения Максвелла для случая электростатики, т.е. второе
уравнение Максвелла (о равенстве нулю ротора электрического поля) следует из теоремы Гаусса и является излишним. На самом деле,
при выводе закона Кулона из теоремы Гаусса (см. ниже) мы дополнительно используем сферическую симметрию поля точечного заряда, а также нам необходимо ввести принцип суперпозиции, в то время как уравнения Максвелла являются самодостаточными.
Исторически первым был эмпирически открыт закон Кулона. В этом (историческом) смысле теорема Гаусса является его следствием. Именно в связи с этим она называется теоремой, так как первоначально появилась как теорема.
Непосредственно ниже показано, как закон Кулона и закон Гаусса могут быть получены в рамках электростатики друг из друга.

### Закон Кулона как следствие закона Гаусса
Исходим из теоремы Гаусса, записав её в единицах системы СИ, «Поток {\displaystyle \Phi _{E,S}} вектора напряжённости {\displaystyle E} через поверхность {\displaystyle S} пропорционален заряду, заключённому в эту поверхность»:
{\displaystyle \Phi _{E,S}={\frac {Q}{\varepsilon _{0}}}.}
Для вывода Закона Кулона, будем рассматривать единственный точечный заряд в пределах замкнутой поверхности S, таким образом Q здесь будет величиной этого заряда.
Рассчитаем тот же поток прямым интегрированием по поверхности. Будем считать, что  справедливо утверждение о сферической симметрии поля точечного заряда относительно положения заряда (Опыт показывает, что оно в точности справедливо лишь для покоящегося заряда). Из этого делаем вывод, что электрическое поле будет направлено прямо от заряда, а его величина будет одинакова для любых точек, расположенных на одинаковом расстоянии от заряда. Из этого следует, что суммарный поток будет проще всего сосчитать, если в качестве поверхности S выбрать сферу с центром в заряде. Действительно, напряжённость поля E тогда будет всюду ортогональна dS, а абсолютная величина вектора E (будем обозначать её E) будет одинакова везде на этой сфере, и её можно будет вынести за знак интеграла. Итак:
{\displaystyle \Phi _{E,S}=\oint \limits _{S}\mathbf {E} \cdot \mathbf {dS} =\oint \limits _{S}EdS=E\oint \limits _{S}dS=ES.}
Имеем:
{\displaystyle {\begin{cases}\Phi _{E,S}={\frac {Q}{\varepsilon _{0}}}\\\Phi _{E,S}=ES\end{cases}}}
Отсюда:
{\displaystyle ES={\frac {Q}{\varepsilon _{0}}}.}
Осталось подставить сюда для площади сферы {\displaystyle S=4\pi r^{2}} и разрешить уравнение относительно E.
Тогда получаем:
{\displaystyle E={\frac {1}{4\pi \varepsilon _{0}}}{\frac {Q}{r^{2}}},}
то есть — закон Кулона.

### Теорема Гаусса как следствие закона Кулона

#### Элементарное доказательство
Элементарное доказательство строится на двух шагах: доказательстве теоремы для случая одного точечного заряда с использованием геометрических соображений, а затем применении принципа суперпозиции, вследствие которого теорема оказывается доказана для произвольного количества точечных зарядов (а значит и в общем случае).
Исходим из закона Кулона:
{\displaystyle \mathbf {E} (\mathbf {r} )={\frac {q}{r^{2}}}\mathbf {e} _{r}},
где {\displaystyle \mathbf {e} _{r}} — единичный вектор в направлении радиус-вектора {\displaystyle \mathbf {r} }, проведённого из заряда (куда мы поместили начало координат) в точку, где измеряется напряжённость поля {\displaystyle \mathbf {E} (\mathbf {r} )}, r — модуль вектора r, то есть расстояние от заряда до этой точки. (В этом параграфе будем пользоваться только системой СГС, то есть кулоновская константа равна единице. Для перехода в систему СИ достаточно просто добавить множитель. Так же и переход к любой другой системе единиц будет отличаться только кулоновской константой.)

##### Для одного точечного заряда внутри поверхности
Обозначим поверхность, через которую надо вычислить поток E, буквой S. Полагаем, что наш заряд q находится внутри этой поверхности.
Окружим заряд ещё одной поверхностью — сферой S0 с центром в заряде и радиусом R0 столь малым, что она целиком находится внутри поверхности S. Вычислим поток через S0:
{\displaystyle \Phi _{S_{0}}=4\pi R_{0}^{2}E.}
Выберем малый (бесконечно малый, малый не только по величине, но и «компактно», то есть так, чтобы он, скажем, мог быть покрыт круговым конусом также малого телесного угла), телесный угол {\displaystyle \omega } с вершиной в заряде.
Докажем, что поток {\displaystyle \Phi _{S,\omega }\ } через площадку поверхности S, вырезаемую этим телесным углом {\displaystyle \omega }, равен потоку {\displaystyle \Phi _{S_{0},\omega }} через площадку {\displaystyle S_{0,\omega }}, вырезаемую им же из сферы S0. Для этого покажем, что
1. {\displaystyle \Phi _{S,\omega }\ =\Phi _{S_{\perp ,\omega }}\ } — поток через площадку {\displaystyle S_{\omega }}, вырезаемую телесным углом {\displaystyle \omega } из поверхности S, равен потоку через площадку {\displaystyle S{\perp ,\omega },} вырезаемую телесным углом {\displaystyle \omega } из любой плоскости, перпендикулярной лучам, лежащим внутри {\displaystyle \omega }, которые при бесконечно малом телесном угле почти параллельны, отличаясь по направлению бесконечно мало, значит площадка будет одновременно перпендикулярна (говоря строже — почти перпендикулярна) всем им одновременно.
2. {\displaystyle \Phi _{S\perp ,\omega }=\Phi _{S_{0},\omega }.} - в пределах телесного угла {\displaystyle \omega }, поток через площадку, перпендикулярную лучам, равен потоку через площадку сферы {\displaystyle S_{0}}.
Первое доказывается замечанием о том, что поток {\displaystyle d\Phi =\mathbf {E} \cdot \mathbf {dS} } через малую площадку dS может быть представлен как {\displaystyle d\Phi =E(dS)_{\perp }}, где {\displaystyle (dS)_{\perp }} — проекция вектора dS на направление вектора E, то есть площадь проекции данной площадки на плоскость, перпендикулярную E. А применительно к нашему случаю это и означает равенство {\displaystyle \Phi _{S\perp ,\omega }} и {\displaystyle \Phi _{S,\omega }}.
Второе видно из соображений подобия и закона Кулона (обозначив r расстояние от заряда до пересечения {\displaystyle \omega } c S, видим, что отношение площадей {\displaystyle S{\perp ,\omega }} и {\displaystyle S_{0,\omega }} равно {\displaystyle r^{2}/R_{0}^{2}}, в то время как {\displaystyle E(r)/E(R_{0})=R_{0}^{2}/r^{2}}, то есть обратному числу, в результате чего их произведения одинаковы, а это и есть потоки {\displaystyle \Phi _{S\perp ,\omega }} и {\displaystyle \Phi _{S_{0},\omega }}, равенство которых надо было доказать.
В случае, если {\displaystyle \omega } пересекает S неоднократно (что возможно, если последняя достаточно сложна), все эти рассуждения, если говорить коротко, повторяются столько раз, сколько пересечений имеется, и доказывается равенство по абсолютной величине потока через каждый такой элемент поверхности S. А учитывая знаки при сложении (они, очевидно, чередуются; всего же количество пересечений должно оказаться нечётным), итоговый ответ оказывается тем же, что и для случая единственного пересечения.
А поскольку равенство этих потоков выполняется для любого малого {\displaystyle \omega }, то есть для каждого соответственного элемента S и S0, между которыми устанавливается однозначное соответствие, причём таким образом можно разбить всю сферу S0 без остатка на такие элементы, то равенство верно и для потоков через полные поверхности (которые суть просто суммы потоков через описанные элементы поверхностей S и S0). (Поскольку поверхность S замкнутая, каждому элементу на сфере находится соответствующий элемент на S — или нечётное количество элементов, как было описано выше, которые можно объединить, так как учтён поток через их все).
Итак, доказали, что для одного заряда q внутри замкнутой поверхности S поток через неё
{\displaystyle \Phi _{S}=\Phi _{S_{0}}=4\pi R_{0}^{2}E.}

##### Для одного точечного заряда вне поверхности
Совершенно аналогичные рассуждения, проведённые для случая, когда q находится вне области, ограничиваемой поверхностью S, с учётом знака при подсчёте потока через каждую площадку, дают в результате поток ноль. (малый телесный угол теперь пересечёт S чётное число раз, потоки будут равны по абсолютной величине, но противоположны по знаку).
Суммирование элементарных потоков производится также аналогично сделанному в пункте 1, как и их вычисление.
Итак, для одного заряда вне замкнутой поверхности поток через неё нуль.

##### Для любого количества зарядов
Завершающий шаг прост. Он заключается в применении принципа суперпозиции.
Если для каждого точечного заряда поле {\displaystyle \mathbf {E} _{i}}, создаваемое им (когда остальные заряды отсутствуют), создаёт через поверхность поток, удовлетворяющий теореме Гаусса (то есть {\displaystyle \Phi _{i}=4\pi q_{i}} для каждого заряда внутри поверхности, и 0 для каждого снаружи поверхности), то поток от суммарного поля
{\displaystyle \Phi =\int \limits _{S}(\mathbf {E} _{1}+\mathbf {E} _{2}+\mathbf {E} _{3}+\dots )\cdot \mathbf {dS} =\int \limits _{S}\mathbf {E} _{1}\cdot \mathbf {dS} +\int \limits _{S}\mathbf {E} _{2}\cdot \mathbf {dS} +\int \limits _{S}\mathbf {E} _{3}\cdot \mathbf {dS} +\dots =\Phi _{1}+\Phi _{2}+\Phi _{3}+\dots }
равен сумме потоков, создаваемых каждым зарядом при отсутствии остальных, равен просто
{\displaystyle \Sigma \Phi _{i}=4\pi \Sigma q_{i},}
где суммирование производится только по зарядам внутри поверхности (каждый из тех, что снаружи, даёт вклад 0).
Теорема доказана.

#### Доказательство через формулу Гаусса — Остроградского
Это доказательство более формальное.
1. Исходим опять из закона Кулона (в этом параграфе будем использовать систему СГС и говорить для определённости о теореме поле E, а не D):
{\displaystyle \mathbf {E} (\mathbf {r} )={\frac {q}{r^{2}}}{\frac {\mathbf {r} }{r}}.}
2. Кулоновское поле удовлетворяет дифференциальной форме закона Гаусса:
{\displaystyle \nabla \cdot \mathbf {E} =4\pi \rho .}
Это можно проверить прямой подстановкой формулы (1) в (2).
3. Исходя из принципа суперпозиции полагаем, что поле, создаваемое многими зарядами, также удовлетворяет этому дифференциальному уравнению (попутно замечая, что уравнение это линейное, а следовательно принцип суперпозиции применим).
4. Пользуясь формулой Гаусса — Остроградского, сразу получаем:
{\displaystyle 4\pi Q=\int \limits _{V}4\pi \rho dV=\int \limits _{V}\nabla \cdot \mathbf {E} dV=\oint \limits _{\partial V}\mathbf {E} \cdot \mathbf {dS} =\Phi _{E}}
Теорема доказана.

## Применение теоремы Гаусса
Являясь, вкупе с уравнением о нулевой циркуляции электрического поля, основным полевым уравнением электростатики, теорема Гаусса вместе с выражением векторного электрического поля через его скалярный потенциал приводит к уравнению Пуассона — основному и единственному дифференциальному уравнению классической теории для электростатического потенциала.
В электродинамике теорема Гаусса (закон Гаусса) также остаётся (полностью в том же виде) одним из главных уравнений — одним из четырёх уравнений Максвелла.
В некоторых ситуациях теорема Гаусса может быть использована для прямого и лёгкого вычисления электростатического поля непосредственно. Это ситуации, когда симметрия задачи позволяет наложить на напряжённость электрического поля такие дополнительные условия, что вместе с теоремой Гаусса этого хватает для прямого элементарного вычисления (без применения двух обычных общих способов — решения уравнения в частных производных или лобового интегрирования кулоновских полей для элементарных точечных зарядов).
Именно таким способом с использованием теоремы Гаусса может быть выведен и сам закон Кулона (см. выше).
Конкретные примеры такого применения теоремы Гаусса разобраны ниже.
В них используются следующие величины и обозначения:
- Объёмная плотность заряда

{\displaystyle \rho ={\frac {dq}{dV}},}
где {\displaystyle dV} — (бесконечно малый) элемент объёма,
- Поверхностная плотность заряда

{\displaystyle \sigma ={\frac {dq}{dS}},}
где {\displaystyle dS} — (бесконечно малый) элемент поверхности.
- Линейная плотность заряда

{\displaystyle \lambda ={\frac {dq}{dl}},}
где {\displaystyle dl} — длина бесконечно малого отрезка.
(Первая используется для зарядов, непрерывно распределённых по объёму, вторая — для распределённых по поверхности, третья — для распределённых по одномерной линии (кривой, прямой).

### Расчёт напряжённости поля сферически симметричного распределения заряда
Способ расчёта с помощью теоремы Гаусса для любого сферически симметричного распределения заряда в целом сводится к тому, что описано выше для случая точечного заряда (см. параграф о законе Кулона).
Отметим тут только в отношении неточечных источников обладающих сферической симметрией вот что (всё это является следствиями применения описанного там метода):
1. Сферически симметричный заряд с концентрической сферической пустотой (или незаряженной областью) в середине, не создаёт внутри этой пустоты поля (напряжённость поля там равна нулю).
2. Вообще поле на расстоянии r от центра создаётся только теми зарядами, которые находятся глубже к центру. Это поле можно рассчитать по закону Кулона: {\displaystyle E=KQ/r^{2}}, только под Q здесь следует понимать суммарный заряд шаровой области радиусом r (а это означает, что зависимость от r в итоге отличается от кулоновской, поскольку с ростом r растет Q, по крайней мере пока r не больше радиуса всей заряженной области — если только она в свою очередь конечна).
3. При r, больших радиуса заряженной области (если он конечен), выполняется самый обычный закон Кулона (как для точечного заряда). Это объясняет, например, почему обычный закон Кулона работает для равномерно заряженных шаров, сфер, планет со структурой близкой к сферически симметричной даже вблизи их поверхности (например, почему вблизи поверхности Земли гравитационное поле достаточно близко к полю точечной массы, сосредоточенной в центре Земли).
4. В интересном частном случае равномерно заряженного шара, его электрическое (или гравитационное) поле оказывается внутри шара пропорциональным расстоянию до центра.[21]

### Расчёт напряжённости поля бесконечной плоскости

Рассмотрим поле, создаваемое бесконечной однородно заряженной плоскостью с везде одинаковой поверхностной плотностью заряда {\displaystyle \sigma }. Представим себе мысленно цилиндр с образующими, перпендикулярными к заряженной плоскости, и основаниями (площадью {\displaystyle \Delta S} каждое), расположенными относительно плоскости симметрично (см. рисунок).
В силу симметрии:
1. Все векторы напряжённости поля (в том числе {\displaystyle E'} и {\displaystyle E''}) — перпендикулярны заряженной плоскости: действительно, в силу вращательной симметрии задачи, вектор напряжённости при любом повороте относительно оси, перпендикулярной плоскости, должен переходить в себя, а это возможно для ненулевого вектора только если он перпендикулярен плоскости. Из этого следует (кроме прочего), что поток напряжённости поля через боковую поверхность цилиндра равен нулю (так как поле направлено везде по касательной к этой поверхности).
2. {\displaystyle E'=E''=E}.

Поток вектора напряжённости равен (в силу (1)) потоку только через основания цилиндра, а он, в силу того, что {\displaystyle E'} и {\displaystyle E''} перпендикулярны этим основаниям и в силу (2), равен просто {\displaystyle 2E\Delta S}.
Применив теорему Гаусса, и учитывая {\displaystyle Q=\sigma \Delta S}, получим (в системе СИ):
{\displaystyle 2E\Delta S={\frac {\sigma \Delta S}{\varepsilon _{0}}},}
из чего
{\displaystyle E={\frac {\sigma }{2\varepsilon _{0}}},}
- В системе СГСЭ все рассуждения полностью аналогичны (с точностью до постоянных коэффициентов), а ответ записывается как {\displaystyle E=2\pi \sigma .}

### Расчёт напряжённости поля бесконечной нити

Рассмотрим поле, создаваемое бесконечной прямолинейной нитью с линейной плотностью заряда, равной {\displaystyle \lambda }. Пусть требуется определить напряжённость, создаваемую этим полем на расстоянии {\displaystyle R} от нити. Возьмём в качестве гауссовой поверхности цилиндр с осью, совпадающей с нитью, радиусом {\displaystyle R} и высотой {\displaystyle \Delta l}. Тогда поток напряжённости через эту поверхность по теореме Гаусса таков (в единицах СИ):
{\displaystyle \Phi _{\mathbf {E} }={\frac {Q}{\varepsilon _{0}}}={\frac {\lambda \Delta l}{\varepsilon _{0}}}.}
В силу симметрии
1. вектор напряжённости поля направлен перпендикулярно нити, прямо от неё (или прямо к ней).
2. модуль этого вектора в любой точке поверхности цилиндра одинаков.

Тогда поток напряжённости через эту поверхность можно рассчитать следующим образом:
{\displaystyle \Phi _{\mathbf {E} }=\sum _{i}\Delta S_{i}E_{i}=E\sum _{i}\Delta S_{i}=ES=E2\pi R\Delta l.}
Учитывается только площадь боковой поверхности цилиндра, так как поток через основания цилиндра равен нулю (вследствие направления E по касательной к ним). Приравнивая два полученных выражения для {\displaystyle \Phi _{\mathbf {E} }}, имеем:
{\displaystyle {\frac {\lambda \Delta l}{\varepsilon _{0}}}=E2\pi R\Delta l,}
{\displaystyle E={\frac {\lambda }{2\pi \varepsilon _{0}R}}.}
(В системе СГС ответ: {\displaystyle E=2\lambda /R}).

### Другие задачи
Описанный способ применим и для решения некоторых других задач.
Прежде всего так же, как для сферической симметрии задачи можно рассчитать не только поле точечного заряда, но и других источников такой симметрии, так это верно и для источников цилиндрической симметрии (можно легко рассчитать поле не только бесконечной нити, но и бесконечного цилиндра — как вовне, так и внутри него, трубы итд), а также для источников двумерной трансляционной симметрии (можно рассчитать не только поле тонкой плоскости, но и, например, поле толстого плоского слоя).
Далее, подобные задачи можно решать не только для размерности пространства, равной трём, но и для большей или меньшей (в принципе, любой) размерности пространства. Это может быть важным в теоретическом плане. Например, очевидным результатом такого подхода является утверждение, что в закон Кулона в n-мерном неискривленном пространстве r входит в степени -(n-1), а локально (при небольших r) это верно и для искривлённых пространств.
Более того, теорема Гаусса позволяет в некоторых случаях легко вычислить электростатическое (или подобное ему) поле не только в плоском пространстве, но и в пространстве с кривизной. В качестве примера можно привести задачу о нахождении аналога закона Кулона для двумерного пространства, представляющего собой поверхность сферы (решение легко находится и очевидно отличается от обычного закона Кулона).

## Следствия из теоремы Гаусса
- Следствием теоремы Гаусса является теорема Ирншоу.
- Другим следствием из теоремы Гаусса является тот факт, что в статическом случае плотность избыточных (то есть нескомпенсированных) зарядов внутри проводника равна нулю. Избыточные заряды могут появляться только на поверхности проводника в тонком слое (в действительности, его толщина составляет примерно одно-два межатомных расстояний)[23]. Строго говоря, это верно при отсутствие других (не электростатических) сил действующими на заряды. Если эти силы (обычно их называют сторонними силами) принять во внимание — то даже внутри проводников может присутствовать электрическое поле. Например, в поле гравитации более тяжёлые ионы в растворе будут иметь бо́льшую концентрацию внизу раствора, а более лёгкие будут стремиться вверх (из-за силы Архимеда). Возникающее чрезвычайно малое электрическое поле будет препятствовать такому гравитационному разделению зарядов. Этот эффект может быть значительным для коллоидных систем, где на одной массивной по сравнению с раствором частице присутствует небольшой заряд а другие частицы, с тем же знаком заряда, что и коллоидные частицы, отсутствуют. Также это следствие совсем неверно для микромира, где на электроны действуют квантовомеханические силы. Например в полупроводниковых солнечных фотоэлементах именно электрическое поле разделяет электроны и «дырки» попарно возникающие в ходе поглощения света (фотодиссоциации). Эффект Пельтье, на котором основано действие термопар — яркий пример наличия электростатического поля внутри проводника (в зоне контакта двух различных металлов)[источник не указан 3078 дней].